# Ctenocella maculata
Ctenocella maculata är en korallart som först beskrevs av Studer 1878.  Ctenocella maculata ingår i släktet Ctenocella och familjen Ellisellidae. Inga underarter finns listade i Catalogue of Life.